# تقدير الذات في التواصل
تقدير الذات فيما يتعلق بالتواصل هو العنصر التقويمي لمفهوم الذات وتصور المرء عن نفسه من خلال التقييم الذاتي، وقيمة الذات، والجاذبية، والكفاءة الاجتماعية.

## العوامل المؤثرة في تقدير الذات
هناك ثلاثة عوامل رئيسية مؤثرة في تقدير الذات وهي: التقييم الانعكاسي والمقارنة الاجتماعية ومقياس قيمة الذات.
يشير التقييم الانعكاسي إلى الرسائل التي تتلقاها من الآخرين والتي تقيم مفهومك الذاتي. فعلى سبيل المثال، نحن لن نصدق بأننا أذكياء إذا أخبرنا شخص مهم في حياتنا بأننا بطيئون أو أغبياء. في حين أن المقارنة الاجتماعية هي أن نقيم أنفسنا من خلال مقارنة قدراتنا وصفاتنا وإنجازاتنا مع قدرات الآخرين. فعندما نحيط أنفسنا بهؤلاء الذين نعتبرهم متفوقين علينا فإن تقديرنا لذاتنا سينخفض بينما عندما نحيط أنفسنا مع أولئك الذين ندرك أنهم ليسوا موهبين مثلنا فإن تقديرنا لذاتنا سوف يزيد. وأخيراً فإن مقياس تقدير الذات هي كيف يتأثر تقديرنا لذاتنا من خلال ما نتلقاه كما أنه مهم جداً لنا حتى نشعر بالرضا عن أنفسنا. فعلى سبيل المثال، من الممكن أن يرتفع تقدير الذات لشخص عندما يقوم بعمل جيد في أوساط الأكاديمية ويكون لديه أصدقاء ومعارف كثر بينما من الممكن أن يرتفع تقدير ذات شخص آخ رمن خلال أدائه في ألعاب القوى والتزامه لمعايير أخلاقية معينة.

## حماية احترامنا لذاتنا
```
يحمي الأشخاص تقديرهم لذاواتهم من خلال ممارسة التحيز الذاتي وهو الميل إلى إعطاء السلوك الناجح لنفسه ولكن عند السلوك غير الناجح يقوم بوضع اللوم على الظروف الخارجية. فعلى سبيل المثال، المتلقي في لعبة كرة القدم سوف يعطي نفسه الفضل في الالتقاطات العجيبة للكرة لكنه سيلقي اللوم على المهاجم لعدم التقاطه كره واحدة فقط. كما أن الميل للتركيز على انجازات شخص معين والتقليل من 
قيمة
 فشل شخص آخر هوأمر شائع جداً. ومن المرجح أن الناس لن يتعلموا مهارات جديدة أو يكتسبوا المعرفة ما لم يراعوا ذلك الاتجاه.
```

## تقدير الذات الأمثل
```
يأتي تقديرالذات الأمثل من خلال تحقيق الأشخاص لإنجازات ومهام دون توقع المكافأة. وهذا فعل لا إرادي وذلك لإرضاء الآخرين دون توقع شيئاً منهم مقابل ذلك. وهذا غير محبذ حدوثه بأن يضع الشخص مكانه تحت رحمة الآخرين وتقييمهم. وقد يتطور تقدير الذات الأمثل على نحو متناقض عندما يركز الفرد على تحقيق أهدافه وأحلامه بدلا من أن يعمل من أجل بناء تقدير ذاته.
```